# Herbert and Katherine Jacobs First House
Herbert e Katherine Jacobs First House, nota anche come Herbert e Katherine Jacobs House e Jacobs I, è un'abitazione unifamiliare situata al 441 Toepfer Avenue a Madison, in Wisconsin, negli Stati Uniti. Progettato dall'architetto Frank Lloyd Wright, fu costruita nel 1937 ed è considerato come la prima casa usoniana. Nel 1974 è stata inserita nel registro nazionale statunitense dei luoghi storici. Nel 2003 è stato riconosciuto monumento storico nazionale. La casa è stata inserita nella lista dei Patrimonio Mondiale dall'UNESCO ne Le opere architettoniche del XX secolo di Frank Lloyd Wright.